# Stanisław Wigura
Stanisław Wigura (ur. 27 marca?/9 kwietnia 1903 w Żytomierzu lub w Warszawie albo 9 kwietnia 1901 w Warszawie, zm. 11 września 1932 w katastrofie lotniczej pod Cierlickiem Górnym) – polski konstruktor lotniczy, inżynier i lotnik, współzałożyciel zespołu konstrukcyjnego RWD, wykładowca Politechniki Warszawskiej. Wraz z pilotem Franciszkiem Żwirką zwyciężył w międzynarodowych zawodach lotniczych Challenge 1932.

## Życiorys

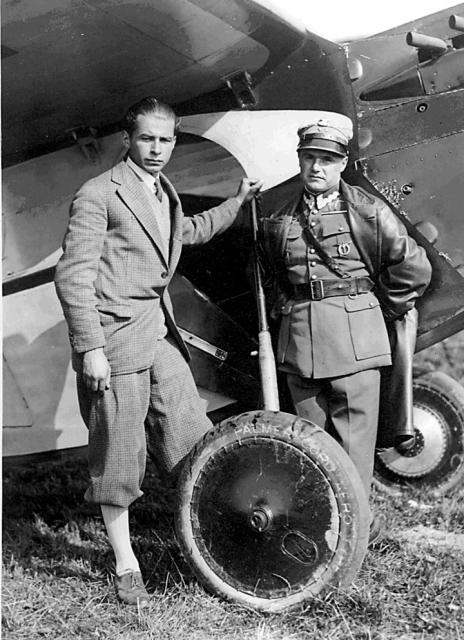
Stanisław Wigura i Franciszek Żwirko

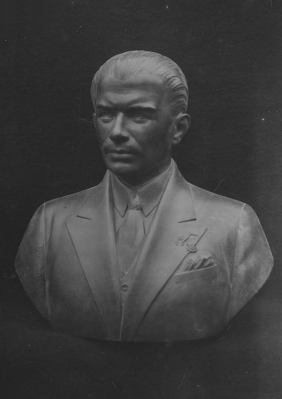
Popiersie Stanisława Wigury, wykonane w 1932 r. przez Michała Kamieńskiego

Od wczesnej młodości interesował się techniką i lotnictwem, był aktywnym harcerzem 2 Warszawskiej Drużyny Harcerskiej. Podczas wojny polsko-bolszewickiej służył w 1920 ochotniczo w 8. pułku artylerii polowej. Po wojnie powrócił do nauki. Ukończył w 1922 roku Gimnazjum im. Jana Zamoyskiego w Warszawie i rozpoczął studia na Wydziale Mechanicznym Politechniki Warszawskiej. Był jednym z założycieli Sekcji Lotniczej Koła Mechaników Studentów Politechniki Warszawskiej, w której spotkał m.in. Stanisława Rogalskiego i Jerzego Drzewieckiego. W grudniu 1925 studenci Sekcji utworzyli warsztaty Sekcji Lotniczej, w których budowali samoloty. W 1926 Wigura i Rogalski opracowali swój pierwszy samolot WR-1 (nazwa pochodziła od ich inicjałów), zbudowany w 1927 roku.
W 1927 trójka konstruktorów: Rogalski, Wigura i Drzewiecki podjęła stałą współpracę, tworząc zespół konstrukcyjny RWD, nazwany tak od inicjałów założycieli. Wigura odpowiedzialny był w nim przede wszystkim za obliczenia konstrukcji. W 1928 zbudowali pierwszy samolot sportowy RWD-1, wyróżniony za oryginalną konstrukcję (powstał jeden egzemplarz). W 1929 roku Wigura ukończył Politechnikę, uzyskując dyplom inżyniera-mechanika. W tym samym roku uzyskał dyplom pilota sportowego w Aeroklubie Akademickim. Zespół RWD zaczął konstruować coraz bardziej udane samoloty – sportowy RWD-2 z 1929 roku zbudowano w liczbie 4 sztuk, a jego rozwinięcie RWD-4 z 1930 – w liczbie 9 sztuk. Samoloty te były aktywnie używane w polskim sporcie lotniczym początku lat trzydziestych, odnosząc pewne sukcesy.
W tym czasie Wigura zaczął też sam brać udział w sporcie lotniczym. Najbardziej znaczącym czynnikiem stała się jego przyjaźń ze starszym o 6 lat porucznikiem pilotem Franciszkiem Żwirką, w 1929 skierowanym przez władze wojskowe na stanowisko oficera łącznikowego przy Aeroklubie Akademickim.
Od tej pory Wigura najczęściej latał w załodze ze Żwirką jako mechanik. Między 9 sierpnia a 6 września 1929, na pierwszym egzemplarzu RWD-2, odbyli lot okrężny wokół Europy długości prawie 5000 km, na trasie Warszawa-Frankfurt-Paryż-Barcelona-Marsylia-Mediolan-Warszawa. 6 października, również na RWD-2, zwyciężyli w I Locie Południowo-Zachodniej Polski. W lipcu 1930 Żwirko z Wigurą na samolocie RWD-4 wzięli udział w międzynarodowych zawodach samolotów turystycznych Challenge 1930, lecz 25 lipca po przymusowym lądowaniu w Hiszpanii musieli się wycofać na skutek awarii silnika.
7 września 1930 Żwirko z Wigurą na RWD-2 ponownie zwyciężyli w II Locie Południowo-Zachodniej Polski, na przełomie września i października na RWD-4 zwyciężyli w III Krajowym Konkursie Awionetek, a na przełomie września i października 1931 na prototypie RWD-5 – w IV Krajowym Konkursie Samolotów Turystycznych.

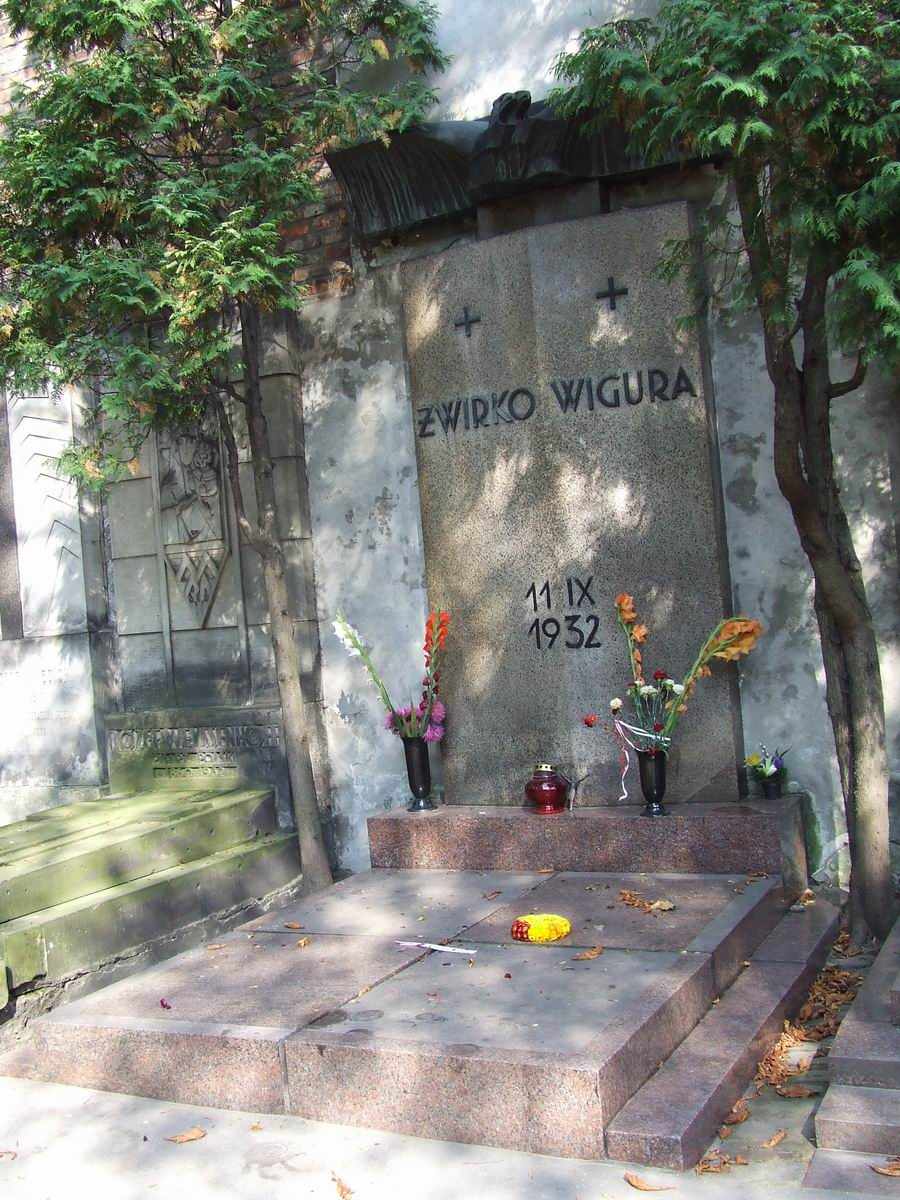
Grób Żwirki i Wigury na warszawskich Powązkach

W międzyczasie Wigura z pozostałymi konstruktorami projektował nowe samoloty: łącznikowy RWD-3 z 1930 (jeden egzemplarz), sportowy RWD-7, do bicia rekordu wysokości, z 1931 (jeden egzemplarz) i sportowy RWD-5 z 1931, zbudowany w liczbie 20 sztuk i wsławiony lotem przez Atlantyk. W 1932 roku powstał nowoczesny samolot sportowy RWD-6, przeznaczony na zawody samolotów turystycznych Challenge 1932. Wytypowany do wzięcia udziału w Challenge'u, Żwirko na swojego mechanika wybrał Wigurę. W zawodach rozegranych w dniach 20-28 sierpnia 1932 załoga Żwirko i Wigura, na RWD-6, zajęła pierwsze miejsce, wygrywając z uważanymi za faworytów załogami niemieckimi oraz reprezentacjami pozostałych krajów i przynosząc wielki sukces polskiemu lotnictwu. Było to wspólne osiągnięcie pilota i konstruktora. Na pamiątkę tego wydarzenia Święto Lotnictwa Polskiego jest obchodzone w dniu 28 sierpnia.

## Wypadek

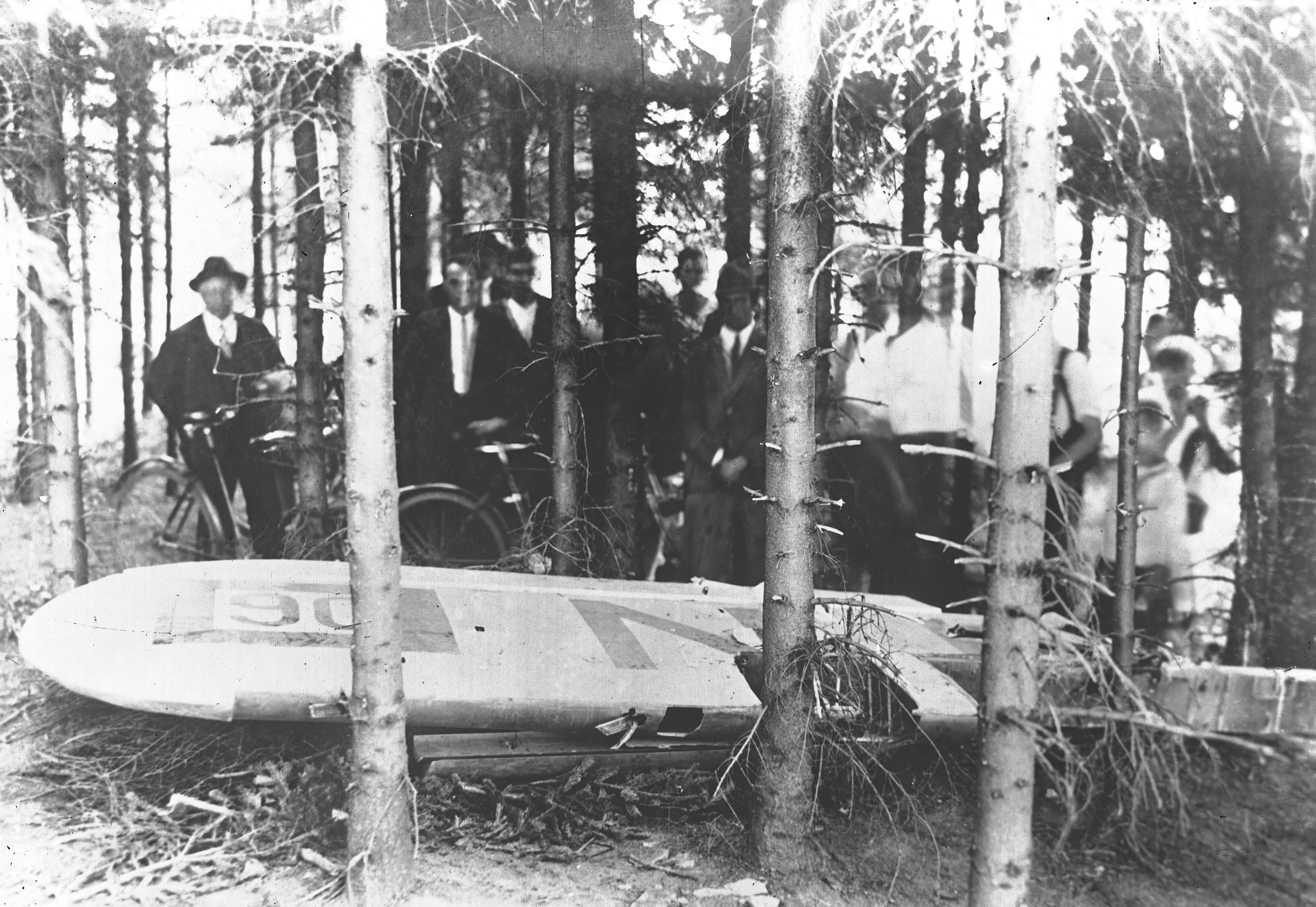
Jedno ze skrzydeł samolotu RWD-6, którym Franciszek Żwirko i Stanisław Wigura lecieli na meeting lotniczy do Pragi

11 września 1932, lecąc na meeting lotniczy do Pragi, Franciszek Żwirko wraz ze Stanisławem Wigurą zginęli w katastrofie w lesie pod Cierlickiem Górnym koło Cieszyna na Śląsku Cieszyńskim (na Zaolziu) na terenie Czechosłowacji (obecnie miejsce to znane jest jako „Żwirkowisko”). Przyczyną wypadku było oderwanie się skrzydła samolotu RWD-6 podczas burzy.
Około 200 tysięcy ludzi zebrało się na drodze, którą postępował kondukt pogrzebowy, prowadzony przez biskupa polowego Galla z kościoła św. Krzyża na Cmentarz Powązkowski.Trumny wynieśli z kościoła na swych barkach koledzy bohaterskich lotników. Złożone zostały one na kadłubach samolotów
Obaj zostali pochowani na cmentarzu Stare Powązki (aleja zasłużonych rząd 1 miejsce 12,13), natomiast w Cierlicku znajduje się ich symboliczny grób oraz został ustanowiony pomnik (ufundowany przez Aeroklub Morawsko-Śląski w Ostrawie).

## Ordery i odznaczenia
- Krzyż Kawalerski Orderu Odrodzenia Polski (pośmiertnie, 14 września 1932)[8]
- Złoty Krzyż Zasługi (30 sierpnia 1932)[9]
- Złota Odznaka Honorowa Ligi Obrony Powietrznej i Przeciwgazowej I stopnia (pośmiertnie)[10]

## Upamiętnienie
- 15 kwietnia 1933 Poczta Polska wprowadziła do obiegu znaczek o wartości 30 groszy (numer katalogowy 259) pt. Zwycięzcy Challenge'u – F. Żwirko i S. Wigura[11].
- tablica pamiątkowa ku pamięci Fr. Żwirki i Stan. Wigury na frontowej ścianie łódzkiej katedry (na prawo od głównego wejścia), odsłonięta 10.09.1933
- Na pamiątkę śmierci S. Wigury i F. Żwirki w 1938 na Okęciu zbudowano niewielki kościół pod wezwaniem św. Stanisława i św. Franciszka[12].
- Tablica na domu rodzinnym przy ul. Pięknej 66 w Warszawie, odsłonięta w 1982[13].
- Ulica Żwirki i Wigury w Katowicach[14]
- Ulica Żwirki i Wigury w Lublinie
- ulica Stan. Wigury w  Łodzi
- Ulica Żwirki i Wigury w Warszawie
- Plac Żwirki i Wigury w Bielsku-Białej
- Plac Żwirki i Wigury w Tarnowskich Górach
- Ulica Żwirki i Wigury w Dukli[15]
- Ulica Żwirki i Wigury w Gdańsku
- Ulica Żwirki i Wigury w Białej Podlaskiej